# Višňové (okres Žilina)
Višňové (maďarsky Felsővisnyó, do roku 1907 Visnyó) je obec na severozápadě Slovenska v okrese Žilina. V roce 2011 zde žilo 2 659 obyvatel.

## Poloha
Obec leží na úpatí Lúčanské Malé Fatry asi 8 km jihovýchodně od Žiliny.

## Historie
První písemná zmínka o obci pochází z roku 1396.